# Ragnar Carlsson
Ragnar Erik Georg Carlsson, född 16 november 2000  i Falun, är en svensk friidrottare (främst släggkastare) som tävlar för Hässelby SK. Hans personliga rekord i släggkastning är 77,00 meter.

## Karriär
Redan som ung junior deltog Ragnar Carlsson i seniortävlingar i Sverige med den tyngre seniorsläggan (7,260 kg); ett kast på 65,19 räckte till bronsmedalj i svenska mästerskapen 2017. Internationellt tävlade han som junior och kom på fjärde plats i världsmästerskapen för juniorer i Tammerfors 2018, med resultatet 77,62 (juniorslägga, 6 kg), vilket då och nu (2020) är svenskt rekord med juniorslägga. Stora delar av säsongen 2019 spolierades av sjukdom men han kunde delta i senior‑SM och kom på andra plats med 66,21 m.
Som senior inledde Ragnar Carlsson med att bli svensk mästare 2020 med två personliga rekord 70,46 och 70,83 (seniorslägga). Under hösten och vintern 2020 förbättrade han personbästa till 71,99 meter på finnkampen (fjärde plats) och till 74,11 i en liten men sanktionerad tävling. Carlsson fortsatte sedan att stegvis förbättra sitt personbästa i flera tävlingar under 2021. I juni kastade han 76,87 i en tävling i Åbo, ett resultat som gjorde honom till trea genom tiderna i släggkastning i Sverige.
I februari 2022 vid inomhus-SM tog Carlsson guld i viktkastning efter ett kast på 21,95 meter. I maj 2022 förbättrade han sitt personbästa i slägga till 77,00 meter vid en tävling i isländska Selfoss.

## Personliga rekord
| Utomhus - Slägga: 77,00 (Selfoss, Island 28 maj 2022) Icke specialgrenar - Kula: 15,90 (Linköping, Sverige 21 augusti 2021) - Diskus: 45,47 (Falun, Sverige 31 juli 2021) - Spjut: 50,06 (Falun, Sverige 10 september 2020) | Inomhus - Viktkastning: 23,52 (Falun, Sverige 18 januari 2021) Icke specialgrenar - Kula: 16,18 (Skellefteå, Sverige 6 mars 2022) |

### Fotnoter
1. ↑  ”Stora SM 2017”. trackandfield.se. Arkiverad från originalet den 2 oktober 2017. https://archive.today/20171002101026/http://www.trackandfield.se/resultat/2017/170825_27.htm. Läst 1 oktober 2017.
2. ↑  ”Friidrotts-SM 2019 Karlstad”. Arkiverad från originalet den 2 september 2019. https://web.archive.org/web/20190902083413/http://212.247.216.72/friidrott/sm19/result_t.php. Läst 17 september 2019.
3. ↑  ”Friidrotts-SM 2020-08-16 Uppsala Friidrottsarena”. Arkiverad från originalet den 17 januari 2021. https://web.archive.org/web/20210117024705/https://2020.smfriidrott.com/app/uploads/2020/08/sm2020_sondag_resultat.html. Läst 17 december 2020.
4. ↑  ”Friidrotts-SM, Borås 27-29.8.21”. friidrottsstatistik.se. https://www.friidrottsstatistik.se/resultsswe.php?CID=12994166&Season=2021. Läst 29 augusti 2021.
5. ↑  ”Resultat: Friidrotts-SM, Norrköping 5‐7.8.22”. friidrottsstatistik.se. https://www.friidrottsstatistik.se/resultsswe.php?CID=13019519&Season=2022. Läst 7 augusti 2022.
6. ↑  ”Resultat: Friidrotts-SM, Söderhamn 28‐30.7.23”. friidrottsstatistik.se. https://www.friidrottsstatistik.se/resultsswe.php?CID=13045848&Season=2023. Läst 7 september 2023.
7. ↑  ”Resultat: Friidrotts-SM, Uddevalla 28‐30.6.24”. friidrottsstatistik.se. https://www.friidrottsstatistik.se/resultsswe.php?CID=13077169&Season=2024. Läst 29 juni 2024.
8. ↑  ”Resultat: Friidrotts-SM, Karlstad 31.7‐3.8.25”. friidrottsstatistik.se. https://www.friidrottsstatistik.se/resultsswe.php?CID=13110713&Season=2025. Läst 1 augusti 2025.
9. ↑  ”Inomhus-SM 2019”. liveresults.se. https://liveresults.se/competition/inomhus-sm-2019?tab=results. Läst 17 februari 2019.
10. ↑  ”ISM 2020 Växjö 22-23 februari”. telekonsultarena.se. https://telekonsultarena.se/resultat/ISM20/Resultat.php. Läst 17 december 2020.
11. ↑  ”Resultat: Inomhus-SM, Malmö/A 19‐21.2.21 Inne”. friidrottsstatistik.se. https://www.friidrottsstatistik.se/resultsswe.php?CID=12976657&Season=2021. Läst 23 juli 2021.
12. ↑  ”Resultat: ISM, Växjö 25‐27.2.22 Inne”. friidrottsstatistik.se. https://www.friidrottsstatistik.se/resultsswe.php?CID=13003615&Season=2022. Läst 27 mars 2022.
13. ↑  ”Resultat: ISM, Malmö/A 17‐19.2.23 Inne”. friidrottsstatistik.se. https://www.friidrottsstatistik.se/resultsswe.php?CID=13028716&Season=2023. Läst 20 februari 2023.
14. ↑  ”Resultat: ISM, Karlstad 16‐18.2.24 Inne”. friidrottsstatistik.se. https://www.friidrottsstatistik.se/resultsswe.php?CID=13055642&Season=2024. Läst 29 juni 2024.
15. 1 2 3 4 5 6  ”Personsida på World Athletics webbplats” (på engelska). worldathletics.org. https://www.worldathletics.org/athletes/sweden/ragnar-carlsson-14690428. Läst 17 december 2020.
16. 1 2  ”Nytt årsbästa av Ståhl och dubbla svenska släggpers”. friidrott.se. 28 maj 2022. Arkiverad från originalet den 5 juli 2022. https://web.archive.org/web/20220705101528/https://www.friidrott.se/Nyheter/allmannanyheter/2022/Maj/nyttarsbastaavstahlochdubblasvenskaslaggpers. Läst 30 maj 2022.
17. 1 2  ”Final Hammer Throw (6kg) Men 13 JUL 2018 17:50” (på engelska). World Athletics. https://www.worldathletics.org/competitions/world-athletics-u20-championships/iaaf-world-u20-championships-tampere-2018-7105080/results/men/hammer-throw-6kg/final/result. Läst 17 december 2020.
18. ↑  ””Svenska rekord – utomhus per den 1 januari 2020” och länk till ”Förbättringar 2020””. Svenska friidrottsförbundet. Arkiverad från originalet den 27 oktober 2020. https://web.archive.org/web/20201027020244/https://www.friidrott.se/rs/rekord/swerek/swerecout.aspx. Läst 17 december 2020.
19. 1 2 3 4  Simon Norberg (17 december 2020). ”Talangens jättekast – raderade ut sitt personbästa” (på svenska). Aftonbladet. https://www.aftonbladet.se/sportbladet/a/R910kO/talangens-jattekast--raderade-ut-sitt-personbasta. Läst 17 december 2020.
20. ↑  ”Resultat lördag : Finnkampen” (på svenska). Svenska Dagbladet:  s. 34–35. 6 september 2020. Läst 17 december 2020.
21. ↑  ”Friidrottsstatistik”. www.friidrottsstatistik.se. https://www.friidrottsstatistik.se/alltswe10.php?gender=1&age=99&ind=0&enumber=0. Läst 25 januari 2022.
22. ↑  ”Längsta svenska släggkastet på 25 år – Ragge trea genom tiderna – Friidrottaren”. 8 juni 2021. https://www.friidrottaren.com/langsta-svenska-slaggkastet-pa-25-ar-ragge-tre-genom-tiderna/. Läst 25 januari 2022.
23. ↑  ”Viktkastning inledde ISM”. friidrott.se. 25 februari 2022. Arkiverad från originalet den 28 mars 2022. https://web.archive.org/web/20220328195949/https://www.friidrott.se/Nyheter/allmannanyheter/2022/Februari/ViktkastninginleddeISM. Läst 28 mars 2022.
24. 1 2 3 4 5  ”Personsida på European Athletics' webbplats” (på engelska). european-athletics.org. https://www.european-athletics.com/historical-data/athletes/sweden/ragnar-carlsson-014690428. Läst 17 december 2020.
25. 1 2  ”Ragnar Carlsson Friidrottsstatistik”. friidrottsstatistik.se. https://www.friidrottsstatistik.se/atswe.php?Gender=1&ID=180764. Läst 29 april 2022.